# Corethrella whartoni
Corethrella whartoni är en tvåvingeart som beskrevs av Vargas 1952. Corethrella whartoni ingår i släktet Corethrella och familjen Corethrellidae. Inga underarter finns listade i Catalogue of Life.